# Lopata (gmina Žužemberk)
Lopata – wieś w Słowenii, w gminie Žužemberk. W 2018 roku liczyła 81 mieszkańców.